# Daniel Hain
Daniel Hain (* 19. Juli 1985 in Essen) ist ein ehemaliger deutscher Basketballspieler. Seinen größten Erfolg feierte er mit dem Gewinn der Deutschen Meisterschaft 2009 mit den EWE Baskets Oldenburg. Sein Einsatzwille und seine Qualitäten insbesondere in der Verteidigung brachten ihm 2010 eine Berufung in die deutsche Basketballnationalmannschaft ein.

## Laufbahn
Wie zwei seiner älteren Brüder lernte Daniel Hain das Basketballspiel in seiner Heimatstadt bei DJK Adler Frintrop. Im Gegensatz zu seinen Brüdern wurde Daniel Hain Profi und spielte in der Saison 2003/04 beim ETB SW Essen in der 2. Basketball-Bundesliga. Nach einer Saison wechselte er zum Ruhrgebietsrivalen Hertener Löwen, dessen Vorgängerverein in den 1990er Jahren bereits erstklassig spielte. Mit dem Verein aus Herten stieg er nach einer Saison aus der drittklassigen Regionalliga 2005 ebenfalls in die zweite Liga auf.
Nach zwei Spielzeiten wurde Hain, der mit 22 Jahren noch als Nachwuchsspieler einzustufen war, trotz eher durchschnittlicher Statistiken in der zweiten Liga etwas überraschend vom Erstligisten EWE Baskets Oldenburg verpflichtet. In den ersten beiden Spielzeiten bekam Hain kaum Spielanteile und wurde eher selten eingesetzt. Die ihm von Trainer zugedachte Rolle sah vor, Aggressivität und Einsatz auf das Spielfeld zu bringen und in der Verteidigung Druck auf den angreifenden Gegenspieler aufzubauen. Das Risiko einer hohen Foulbelastung durch diese Spielweise wurde durch Trainer Predrag Krunić wegen der von vornherein gering angesetzten Einsatzzeit von Hain bewusst in Kauf genommen. Nach dem Gewinn des Meistertitels 2009 hatte der Oldenburger Stammspieler Jason Gardner auf der Point-Guard-Position zu Beginn der folgenden Spielzeit mit Verletzungsproblemen zu kämpfen. Hain bekam daraufhin das Vertrauen des Trainers in Form von wesentlich mehr Spielzeit zu spüren, zudem konnte er Erfahrungen auf höchster europäischer Ebene in der EuroLeague sammeln. Im Sommer 2010 wurde seine Leistungssteigerung mit einer Berufung in den erweiterten Kader der deutschen Nationalmannschaft belohnt, wobei er drei Länderspiele absolvierte, jedoch nicht in den endgültigen Kader für die WM 2010 berufen wurde. In der folgenden Saison war er zwar weiterhin fester Bestandteil der Rotation eingesetzter Spieler, konnte seine Spielanteile aber nicht weiter steigern. Nach einer mäßig verlaufenen Saison 2010/11 für den Oldenburger Verein wechselte auch Hain die Mannschaft und unterschrieb bei den Telekom Baskets Bonn, Oldenburger Finalgegner und Vizemeister 2009, einen Vertrag. In Bonn konnte Hain nicht wie erhofft eine größere Rolle in der Rotation einnehmen und kam lediglich rund 4 Minuten pro Spiel zum Einsatz und erzielte dabei 0,5 Punkte im Schnitt. Nach einem Jahr verließ Hain die Telekom Baskets Bonn wieder.
Nachdem Hain die Saison 2012/13 ausgesetzt und keinen Vertrag im professionellen Basketball unterschrieben hatte, schloss er sich zur Spielzeit 2013/14 dem Bundesligisten Mitteldeutscher BC an. Dort erhielt er einen Vertrag bis 2014. In insgesamt 29 Spielen für den MBC war Hain insbesondere für Verteidigungsaufgaben zuständig. Die Saison 2013/14 schloss der MBC mit dem neunten Platz ab, der besten Platzierung seit 13 Jahren. Nach einem Jahr verließ Hain den MBC wieder und wechselte zu den Hamburg Towers in die ProA.
Die Saison 2014/15 war die Premierensaison in der Geschichte der Hamburg Towers. Nachdem das ursprüngliche Saisonziel, der Klassenerhalt, vorzeitig erreicht wurde, qualifizierten sich die Towers sogar für die Playoffs. Er stand er in 21 von 33 Pflichtspielen in der Anfangsaufstellung der Hamburger.

### Nach der Spielerkarriere
Nach der Saison 2014/15 beendete Hain seine aktive Karriere und trat eine Stelle in der Presseabteilung der Hamburg Towers an. Später gründete er ein Kommunikationsunternehmen. Im Oktober 2022 begann Hain eine Tätigkeit bei Dyn Media, dem von Christian Seifert und der Axel Springer SE gegründeten Sportsender. Hain ist bei Dyn Media für die Liga- und Club-Kommunikation Basketball verantwortlich.